# Baruneshwor
Baruneshwor (nepalski: बरुणेश्वर) – gaun wikas samiti we wschodniej części Nepalu w strefie Sagarmatha w dystrykcie Okhaldhunga. Według nepalskiego spisu powszechnego z 2001 roku liczył on 753 gospodarstw domowych i 3464 mieszkańców (1859 kobiet i 1605 mężczyzn).